# Пруденте де Морайс
Пруденте Жозе де Морайс и Барос (на португалски: Prudente José de Morais e Barros, португ. произношение: [pruˈdẽtʃi ʒoˈzɛ dʒi moˈrajs i ˈbaʁus], 4 октомври 1841 г. – 3 декември 1902 г.) е бразилски адвокат и политик от края на 19 в. – трети президент на Бразилия. Той е първият цивилен държавен глава на страната, избран след премахването на монархията чрез преки избори, проведени съгласно първата бразилска републиканска конституция от 1891 г. Пруденте де Морайс е и първият бразилски президент, изкарал пълен мандат на поста си. Управлението му е белязано от селското въстание в Баия, икономическа криза и редица външнополитически успехи, отнасящи се до уреждането на териториални спорове между Бразилия и нейните съседи.
Преди да бъде избран за президент на Републиката, Пруденте де Морайс е губернатор на Сао Пауло (1889 – 1890) и председател на Федералния сенат (1891 – 1894). Председателства Учредителното събрание (1890 – 1891), приело Конституцията на Съединените бразилски щати от 24 февруари 1891 г.

## Ранни години
Пруденте де Морайс е роден на 4 октомври 1841 г. в Иту, предградие на Сао Пауло, в семейството на Жозе Марселиньо де Барос и Мария Каетана де Морайс. Бащата на Пруденте е търговец на добитък, убит от роб през 1846 г., когато Пруденте е на пет години. След като майка му се омъжва повторно, Пруденте се мести в Сао Пауло, където завършва начално училище. През 1863 г. завършва право в Юридическия факултет на Сао Пауло (днес Юридически факултет на Университета на Сао Пауло) и се установява във Вила Нова де Конститусао (днес Пирасикаба), където в продължение на две години практикува адвокатската си професия и започва политическа кариера през 1865 г. През 1866 г. Пруденте де Морайс се жени за Аделаида Бенвинда Горо в имението на родителите ѝ в Сантос. Младото семейство се установява в Пирасикаба, където домът им по-късно е превърнат в къща музей. Аделаида ражда на Пруденте девет деца, но Пруденте има и извънбрачен син от жена, с която има връзка през студентските си години.
През 1864 г. Пруденте се включва в редовете на либералната партия като монархист и е избран за градски съветник на Пирасикаба, оглавявайки и председателството на съвета. По негова инициатива през 1877 г. името на града е променено от тогавашното Вила Нова де Конститусао на Пирасикаба През 1876 г. той сменя партийната си принадлежност, включвайки се в Паулистката републиканска партия, обявявайки се за републиканец. Избран е за депутат в Провинциалното събрание на Сао Пауло, а през 1885 г. става депутат в долната камара на Главното събрание на Империята, избран от Сао Пауло. В Провинциалното събрание на Сао Пауло Пруденте работи активно по сложния въпрос за границите на Сао Пауло с Минас Жераис, по който той се проявява като специалист. Като депутат в Общото събрание Пруденте се застъпва за републиканска форма на управление, за федерализъм и отмяна на робството.

## След обявяването на републиката
След обявяването на Първата бразилска република през 1889 г. Пруденте е назначен от маршал Деодоро да Фонсека за член на Временната военна хунта на Сао Пауло – триумвират от трима души, които управляват щата между 16 ноември и 14 декември 1889 г. След разпускането на паулистката хунта, с декрет от 3 декември 1889 г. Пруденте е назначен за губернатор на щата – пост, който той напуска на 18 октомври 1890 г., за да заеме място във Федералния сенат.
При управлението на Сао Пауло Пруденте де Морайс полага усилия за модернизирането на щатската администрация, по-специално на щатската хазна и нейния архив, за разширяването на щатските сили за сигурност и за спокойния преход към републиката в щата Сао Пауло чрез назначаване на нови администратори, секретари и общински интенданти.
На 15 ноември 1890 г. Пруденте става член на Сената, в който представлява щата Сао Пауло. На 21 ноември същата година Пруденте е избран за председател на Учредителното събрание (1890 – 1891), в което Конгресът се трансформира, за да изработи нова конституция. След приемането на Конституцията на Съединените бразилски щати от 24 февруари 1891 г. Пруденте се кандидатира за президент на страната в изборите, които се провеждат на следващия ден в Учредителното събрание. Събранието обаче избира за президент Деодоро да Фонсека, а за негов заместник Флориано Пейшото. След инаугорацията на новоизбрания държавен главен Учредителното събрание е разпуснато и преобразувано отново в двукамарен национален конгрес, с което приключват задълженията на Пруденте като председател на Учредителното събрание. След това Пруденте е избран от Сената за негов заместник-председател (според първата конституция председател на Федералния сенат е вицепрезидентът на Бразилия). През ноември 1891 г. обаче президентът Да Фонсека се опитва да разпусне Конгреса и да установи еднолична диктатура. Плановете му са провалени от широката обществена и политическа реакция на действията му – обединен около вицепрезидента Пейшото, Конгресът успява да се противопостави на президента, срещу когото се вдига и армадата. По този начин Деодоро да Фонсека е принуден да подаде оставка, а мястото му на държавен главен е заето от вицепрезидента Пейшото. Като заместник-председател на Сената, на 23 ноември 1891 г. Пруденте заема председателското място на горната камара, освободено от Флориано Пейшото.

## Президент на Бразилия
В контекста на дебатите около наследяването на Флориано Пейшото, Пруденте де Мораис получава подкрепа да се кандидатира за президент от Федералната републиканска партия, основана през 1893 г. от Пауло Глисерио Франсиско. На вторите президентски избори, състояли се на 1 март 1894 г., Пруденте печели мнозинството от гласовете и встъпва в длъжност на 15 ноември 1894 г., с което става първият цивилен президент на страната, избран чрез преки избори. Пруденте успява да постигне резултат от 276 583 гласа срещу 38 271 гласа, получени от основния му опонент Афонсо Пена. За вицепрезидент на страната е избран Мануел Виторино. Избирането на Пруденте маркира преминаването на властта в ръцете на паулистката кафена олигархия и отстраняването на военните от политическия живот на страната.

### Вътрешна политика
Пруденте де Морайс поема управлението в сложна обстановка – предшествениците му оставят страна, раздирана от политически противоборста, административен хаос, икономическа стагнация и продължаващи сражения в Рио Гранде до Сул – център на Федералистката революция в периода 1893 – 1895 г.
Първите мерки, които Пруденте предприема, е да назначи за нови губернатори на отделните щати граждански лица и да сформира нов кабинет от министри, пред които поставя най-важната задача – стабилизирането на държавните финанси.
Големи усилия новият президент насочва към омиротворяването на страната. Още през 1895 г. той успява да постигне мирно споразумение с бунтовниците в Рио Гранде до Сул, на които предоставя политическа амнистия. Следващата му стъпка е постигане на помиряване с политическите фракции в страната – главно със защитниците на твърдата политика на Флориано Пейшото, от една страна, и с привържениците на монархията, от друга. По време на управлението си Пруденте постепенно се отказва от иновативните нововъведения на своя предшественик, което става бавно, стъпка по стъпка, поради силните позиции на флорианистите в армията и влиянието на идеите им върху вицепрезидента. Въпреки това, през 1896 г. той е принуден да потуши бунт във Военната академия и използва властта си, за да закрие военното училище и Военния клуб.
На 10 ноември 1896 г. Пруденте временно се оттегля от властта по здравословни причини – претърпява хирургическа операция, от която се възстановява до 4 март 1897 г. През това време временно изпълняващ длъжността Президент на Бразилия е вицепрезидентът Мануел Виторино, който премества седалището на правителството от двореца Итамарати в двореца Катете.
Временното оттеглянето на президента от власт съвпада с началото на най-голямото вътрешнополитическо сътресение, с което правителството е принудено да се справи през следващите месеци – Войната на канудосите в Североизточна Баия. Движението на канудосите се появява в североизточните краища на Баия още през 1893 г. Местното селско население, забравено от правителството и притиснато от бедността, глада и произвола на местните земевладелци и каучукови компании, се обединява около Антонио Масиел, наречен Консилейрос (Съветника). Под негово ръководство около 30 хиляди души – представители на маргинализираното население от Баия, Сеара, Пернамбуко и Сержипе, започват да ограбват местни търговци и да извършват масови погроми над именията на местни едри земевладелци. Правителството на щата не успява да въдвори ред: то няколко пъти изпраща срещу бунтовниците щатски полицейски сили, чиято численост увеличава всеки следващ път, но въпреки това бунтовниците на Консилейрос се справят с тях и в резултат на неколкократните си победи успяват да сложат ръка върху голямо количество оръжие, боеприпаси и артилерийски оръдия. Неспособно да се справи с бунта, през март 1897 г. щатското правителство се обръща за помощ към федералните власти. Неспособно да вникне в истинските социално-икономически корени на бунта, правителството в крайна сметка обявява бунтовниците за национални предатели, врагове на Републиката и демокрацията, и на 2 март изпраща правителствени войски за потушаването на въстанието. Изпълняващият длъжността президентът Виторино възлага ръководството на първата експедицията на полковник Антонио Морейра Сезар, известен с прозвището Главореза заради жестокостите си по време на сраженията срещу федералистите в Санта Катарина. Първата военна експедиция на правителствените сили претърпява пълен погром, а командирът ѝ е убит в сраженията. През април 1897 г. Пруденте де Мораис възлага подготовката на нова експедиция срещу канудосите на военния министър – маршал Битанкур. Този път срещу бунтовниците са изпратени добре въоръжени части, но лошата инфраструктура и недоброто продоволствено снабдяване стават причина армията да не постигне големи успехи през следващите три месеца от кампания. Общият брой на правителствените части, които централното правителство отделя за борбата срещу канудостите, достига 12 хиляди. Най-големи успехи експедицията постига през септември 1897 г., използвайки брутална сила и жестокости срещу бунтовниците и техните семейства – групово са екзекутирани чрез прерязване на гърлата хиляди заловени или предали се въстаници и техните семейства – включително жените и децата, на които е правена т.нар. червена вратовръзка. Окончателно, на въстанието е сложен край на 5 октомври 1897 г. Действията на правителствените войски при потушаването му представляват най-голямото военно престъпление, извършено на територията на Бразилия – по различни оценки жертвите сред бунтовниците и мирното население се оценяват на между 25 и 30 хиляди души, а според официалните данни на властите жертвите сред правителствените войски са около 4 – 5 хиляди. През следващите няколко години бразилските правителства прилагат стриктна цензура върху разпространяваната от пресата информация за случилото се при потушаването на въстанието в Баия.
Войната на канудосите и вътрешнопартийните пререкания сред Федералистката партия стават причина за отслабване на правителството на Пруденте де Морайс. Успехът на правителството при потушаването на въстанието не намалява напрежението. В ранната утрин на 5 ноември 1897 г. срещу Пруденте де Морайс е извършен опит за покушение. Това става във Военния арсенал (Националния исторически музей в Рио де Жанейсро), по време на церемония по посрещане на завръщащи се от Канудос части. Срещу президента се опитва да стреля младши ефрейтор Марселиню Биспо де Мело, но оръжието засича. Опитвайки се да защитят президента, между него и похитителя застават военният министър Битанкур и началникът на военната охрана. През това време Де Мело изважда нож, наранява началника на охраната и намушква няколко пъти военния министър, който умира от раните. Нападателят е арестуван и хвърлен в тъмница, където по-късно е открит обесен, без да има възможност да бъде разпитан за детайли около организацията на покушението. След опита за покушение Пруденте де Морайс обявява извънредно положение в столицата Рио де Жанейро, използвайки го за репресиране на опозицията.
Икономическата криза, поредена от т.нар. Енсиляменто – икономически балон, породен от икономическата политика на предходните правителства, се отразява най-вече върху администрацията, която увеличава военните разходи и тегли заеми от чуждестранни кредитори.
Посъветван от своите финансови министри Родригес Алвес и Бернардино Кампос, президентът Де Мораис преговаря с английски банкери за консолидация на външния дълг на страната, чрез финансова операция, известна като founding loan (финансиращ заем).

### Външна политика
В областта на външната политика Пруденте де Морайс полага усилия за разрешаване на важни проблеми, като възстановяването на дипломатическите отношения с Португалия, прекъснати по времето на Пейшото, разширяването на външнополитическите контакти и мирното решаване на териториалните спорове са Аржентина, Великобритания и Франция.
Още през март 1895 г. са възстановени отношенията с Португалия, което става чрез посредничеството на Великобритания. През ноември 1895 г. е подписан Договор за приятелство, търговия и навигация с Япония с цел да се насърчат японските мигранти да се заселват в Бразилия.
През 1895 г. президентът Де Морайс се сблъсква с първото си сериозно дипломатическо предизвикателство – уреждане на спора за островите Триндади и Мартин Вас, намиращ се на около 1300 км от щата Сержипе. Великобритания окупира архипелага през юли 1895 г., планирайки да го използва като телеграфски пункт в Атлантика. Спорът с британците е отнесен до международен арбитраж от страна на Португалия и в крайна сметка е решен през 1896 г. в полза на Бразилия.
Важен напредък е постигнат и по отношение на териториалните спорове с Франция, отнасящи се до територията на щата Амапа. На 10 април 1897 г. в Рио де Жанейро е подписана спогодба с пълномощния министър на Франция в Рио де Жанейро, според която двете страни отнасят спора си за територията на щата Амапа до международен арбитраж в лицето на Швейцаря. През 1900 г. спорът е решен отново в полза на Бразилия.
Най-голям външнополитически успех за правителството на Пруденте де Морайс обаче се оказва решаването на спора за границата между Аржентина и Бразилия, висящ от времето на Парагвайската война. Границата между двете страни е определена след арбитраж, извършен от президента на Съединените щати Гроувър Кливланд.